# Sande e São Lourenço do Douro
Sande e São Lourenço do Douro es una freguesia portuguesa del municipio de Marco de Canaveses, distrito de Oporto.

## Historia
Fue creada el 28 de enero de 2013 con el nombre de Sande e São Lourenço en aplicación de una resolución de la Asamblea de la República de Portugal promulgada el 16 de enero de 2013 con la unión de las freguesias de Sande y São Lourenço do Douro, pasando su sede a estar situada en la antigua freguesia de Sande. Esta denominación se mantuvo hasta el 25 de agosto de 2014 que pasó a su actual nombre en aplicación de la alteración de denominación n.º 56/2014 que modificaba su denominación.

## Demografía
| Gráfica de evolución demográfica de Sande e São Lourenço do Douro entre 2011 y 2021 |
|                                                                                     |
| Datos según el nomenclátor publicado por el INE portugués.                          |